# إبراهيما با
ابراهِيما با (بالفرنسية: Ibrahima Ba)‏ (23 نوفمبر 1984 في السنغال - ) هو لاعب كرة قدم سنغالي في مركز الوسط. شارك مع منتخب السنغال لكرة القدم. أما مع النوادي، فقد لعب مع المستقبل الرياضي بالقصرين والنادي الأهلي والنادي الرياضي الصفاقسي ونادي أرليه أفينيون ونادي الملعب التونسي ونادي الهلال ونادي إستر ونادي ثون ونادي كاظمة وRoyale Union Tubize-Braine ‏.

## روابط خارجية
- إبراهيما با على موقع رابطة كرة القدم الفرنسية للمحترفين (الإنجليزية)
- إبراهيما با على موقع قاعدة بيانات كرة القدم.إي يو (الإنجليزية)
- إبراهيما با على موقع ناشيونال فوتبول تيمز (الإنجليزية)
- إبراهيما با على موقع Soccerway.com (الإنجليزية)